# Xylosma hawaiiensis
Xylosma hawaiiense es una especie de planta fanerógama perteneciente a la familia Salicaceae, originaria de Hawái.

## Descripción
X. hawaiiense es un pequeño árbol caducifolio, que alcanza una altura de 9.3 m. Las hojas son alternas, elípticas  de 5-10 cm   de largo, 3- 7,5 cm   de ancho, y producidos en delgados pecíolos de 1-2 cm  de longitud. Las hojas jóvenes son de color verde bronce, de color rojizo, o con venas rojas de color cobre, el envejecimiento de brillante color verde oscuro en la parte superior verde y algo brillante en la parte inferior. Las ramitas son inicialmente de color rojo oscuro y al madurar de un marrón oscuro. Racimos largos se producen en las bases de las hojas nuevas o en la parte posterior de las hojas de 13-25 mm. Los flores dioicas son de color verdoso o rojizo y de 6 mm  de diámetro. Las plantas femeninas producen abundantes frutos en el verano y otoño que son de color rojo oscuro cuando está maduro y de aproximadamente 1 cm   de diámetro.

## Hábitat
Maua se puede encontrar en el bosque seco,  y, de vez en cuando, en los bosques húmedos en elevaciones de 400-1,220 m.

## Taxonomía
Xylosma hawaiiensis fue descrito por Berthold Carl Seemann.
Sinonimia
- Drypetes forbesii Sherff.[3]